# Xã Dayton, Quận Nelson, Bắc Dakota
Xã Dayton (tiếng Anh: Dayton Township) là một xã thuộc quận Nelson, tiểu bang Bắc Dakota, Hoa Kỳ. Năm 2010, dân số của xã này là 70 người.